# Dosina firmocosta
Dosina firmocosta је врста морских шкољки из рода Dosina, породице Veneridae, тзв, Венерине шкољке. Таксон се сматра прихваћеним. Ова врста је изумрла, познати су само фосили.